# لسان‌الدین خطیب
ابوعبدالله محمد بن عبدالله بن سعید بن عبدالله بن سعید بن علی بن احمد سلمانی (۱۳۱۳-۱۳۷۴ م)،مشهور به ذوالوزارتین و ملقب به لسان‌الدین ابن خطیب، وزیر، طبیب، ادیب، مورخ و فقیه مالکی اندلسی است. وی کاشف مسری بودن بیماریها است.

## شرح حال
ابن خطیب در لوشه متولد شد و در کودکی طی سفر به غراته به فراگیری علم پرداخت؛ و سپس به خدمت سلطان ابوالحجاج درآمد و در دیوان انشاء زیردست ابوالحسن بن جَیّاب مشغول به کار شد. هنگامی که ابن جیّاب در طاعون سیاه درگذشت، ابن خطیب به جای وی کاتب السّر و وزیر ابوالحجاج شد و با وجود جوانی، گذشته از وزارت، ریاست لشکر و بیت‌المال را عهده دار شد. همچنین انتصاب کارگزاران دولت بر عهده وی بود.
پس از کشته شدن ابوالحجاج در عید فطر، پسرش محمد پنجم معروف به «الغنی بالله» بر جای او نشست، وابن خطیب را
به ریاست هیأتی نزد ابوعنان سلطان مقرب فرستاد تا او را به همکاری برای مقاومت در برابر پادشاه قَشتاله برانگیزد.

## آثار
- الاحاطهٔ فی اخبار غرناطهٔ یا الاحاطهٔ بتاریخ غرناطهٔ
- المسائل اللطیفه فی فسخ الحج و العمره الشریفه
- مَنْح الغریب فی الفتح القریب
- الیوسفی فی صناعه الطب
- رساله تکون الجنین
- المباخر الطیبیه فی المفاخر الخطیبیه
- استنزال اللطف الموجود فی سرّ الوجود
- الرجز فی عمل التریاق الفاروقی